# Vilnius
Vilnius (lengyelül: Wilno, belaruszul: Вільня/Vilnia és régebben, oroszul: Вильна) Litvánia fővárosa és egyben legnagyobb városa. Részben ma is fallal övezett történelmi belvárosa, a UNESCO világörökség listáján található 1994 óta. Katolikus és ortodox érseki székhely, és itt található Kelet-Európa egyik legrégebbi egyeteme, amelyet 1579-ben Báthory István alapított.

## Fekvése
Vilnius Litvánia délkeleti sarkában a Vilnia és a Neris folyó találkozásánál fekszik, mindössze 40 km-re a belorusz határtól. A város a nevét a feltételezések alapján a rajta átvezető folyó után kapta. Vilnius közel helyezkedik el Európa földrajzi középpontjának egyik lehetséges értelmezéséhez.
A város az országon belüli nem középponti elhelyezkedése az országhatárok évszázadokon keresztül való változására vezethető vissza. Vilnius a Litván Nagyfejedelemség korában nemcsak a kulturális és gazdasági központ volt, hanem egyúttal az ország közepéhez közel is helyezkedett el.
Vilnius 312 kilométerre fekszik el az ország legfontosabb kikötőjétől, Klaipėdától, és autópálya köti össze a fontosabb városokkal, a 102 kilométerre fekvő Kaunasszal, a 214 kilométerre fekvő Šiauliaijel, valamint a 135 kilométerre levő Panevėžysszel.
Vilnius közigazgatási területe majd' 400 négyzetkilométer, amelynek valamivel több mint 20%-a beépített.

## Éghajlata
Vilnius klímája átmenetet mutat a kontinentális és az óceáni éghajlat között. Az évi középhőmérséklet +6,1 °C, a leghidegebb hónap január −4,9 °C fokos középhőmérséklettel, míg a legmelegebb július +17 °C-kal. Az évi átlagos csapadékmennyiség 661 mm.
A városban a nyarak melegek, gyakran 30 °C feletti napközbeni hőmérséklettel, ellenpontozva a téli hidegeket, amikor a hőmérséklet −25 °C-ra is süllyedhet. Ennek következtében a város folyói és tavai gyakran befagynak, lehetőséget teremtve a lékhalászatra.
| Hónap                                                      | Jan.  | Feb.  | Már.  | Ápr.  | Máj. | Jún. | Júl. | Aug. | Szep. | Okt.  | Nov.  | Dec.  | Év    |
| ---------------------------------------------------------- | ----- | ----- | ----- | ----- | ---- | ---- | ---- | ---- | ----- | ----- | ----- | ----- | ----- |
| Rekord max. hőmérséklet (°C)                               | 8,5   | 14,4  | 19,8  | 27,6  | 31,8 | 33,4 | 35,4 | 34,4 | 29,8  | 24,5  | 14,9  | 10,5  | 35,4  |
| Átlagos max. hőmérséklet (°C)                              | −3,5  | −1,7  | 3,3   | 10,7  | 18,2 | 21,1 | 22,1 | 21,6 | 16,4  | 10,2  | 3,5   | −0,5  | 10,2  |
| Átlaghőmérséklet (°C)                                      | −6,1  | −4,8  | −0,6  | 5,7   | 12,5 | 15,8 | 16,9 | 16,3 | 11,6  | 6,6   | 1,2   | −2,9  | 6,1   |
| Átlagos min. hőmérséklet (°C)                              | −8,7  | −7,6  | −3,8  | 1,6   | 7,5  | 10,8 | 12,3 | 11,5 | 7,7   | 3,4   | −0,9  | −5,2  | 2,4   |
| Rekord min. hőmérséklet (°C)                               | −37,2 | −35,8 | −29,6 | −14,1 | −3,6 | 0,0  | 3,5  | 1,0  | −4,8  | −14,4 | −22,5 | −30,5 | −37,2 |
| Átl. csapadékmennyiség (mm)                                | 39    | 34    | 37    | 46    | 52   | 72   | 79   | 75   | 65    | 51    | 51    | 49    | 650   |
| Havi napsütéses órák száma                                 | 36    | 71    | 117   | 164   | 241  | 231  | 219  | 217  | 140   | 94    | 33    | 25    | 1588  |
| Forrás: World Meteorological Organization, weatherbase.com |       |       |       |       |      |      |      |      |       |       |       |       |       |

## Lakossága
2001-es adatok szerint a város lakosságának 57,8%-a litván, 18,7%-a lengyel, 14%-a orosz, 4%-a fehérorosz, 1,3%-a ukrán, 0,5%-a zsidó, a fennmaradó 3,7% egyéb nemzetiségű.
Vilnius a két világháború között Lengyelországhoz tartozott, annak egyik legfontosabb városa volt, annak ellenére, hogy Litvánia nemzeti szentélyének tartotta és magának követelte. Lakosságának etnikai megoszlása a háború előtt a városban: 65% volt a lengyelek aránya, 28%-a zsidóké, további 5% az oroszoké és a fehéroroszoké, és mindössze a népesség 1-2%-a volt litván. A világháború után a lengyelek jelentős részét kitelepítették.
Az első világháború előtti orosz megszállás alatt (1909) a város etnikai megoszlása a következő volt: 37,8% lengyel, 36,8% zsidó, 20,7% orosz, és mindössze 1,2% litván. Az I. világháború után a határváltozások következtében sok orosz hagyta el a várost, helyüket lengyel betelepülők foglalták el.
| Vilnius népességszám-változása 1840 és 2007 között |         |         |         |         |         |         |         |         |         |         |         |
| 1840                                               | 1899    | 1931    | 1939    | 1940    | 1946    | 1959    | 1970    | 1979    | 1989    | 2001    | 2007    |
| 54 000                                             | 150 000 | 195 000 | 215 200 | 270 000 | 123 600 | 236 100 | 372 100 | 475 800 | 576 700 | 589 200 | 542 809 |

## Története

### A kezdetektől a 16. századig

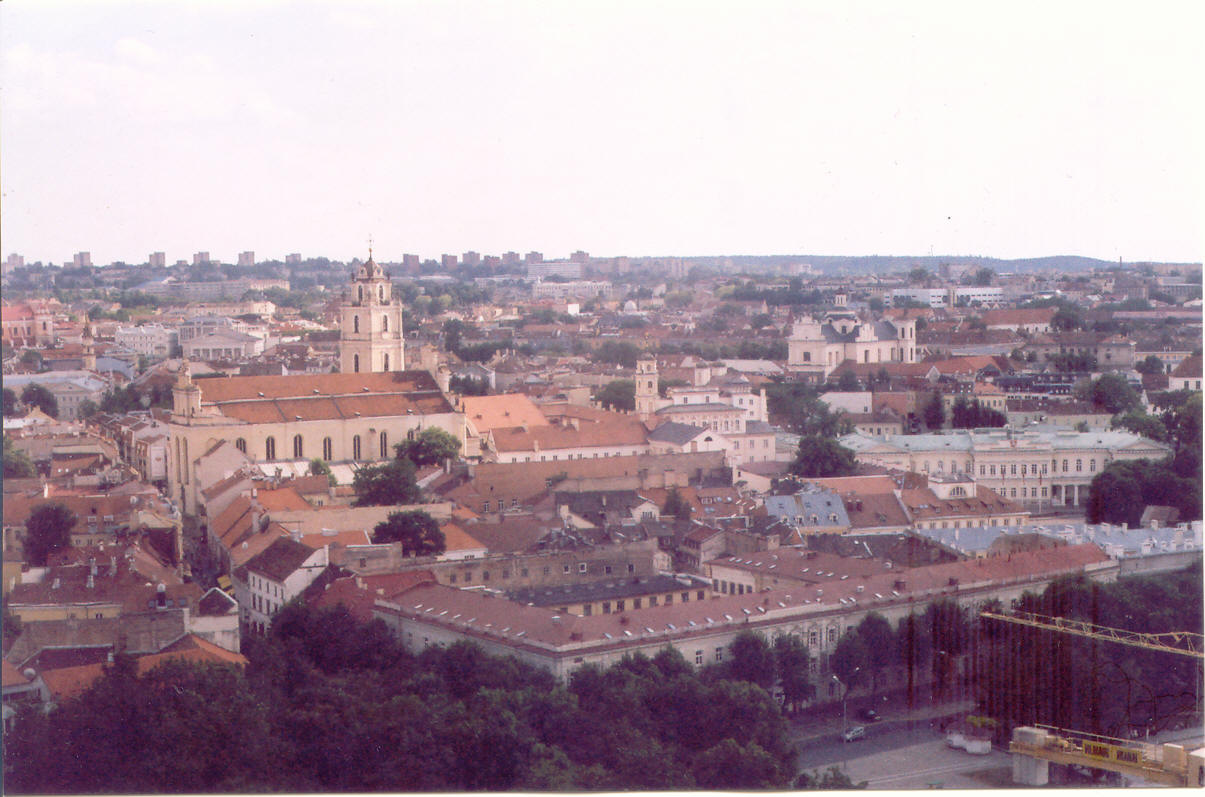
A Vilnusi Egyetem épülettömbje, háttérben a Szent János-templom

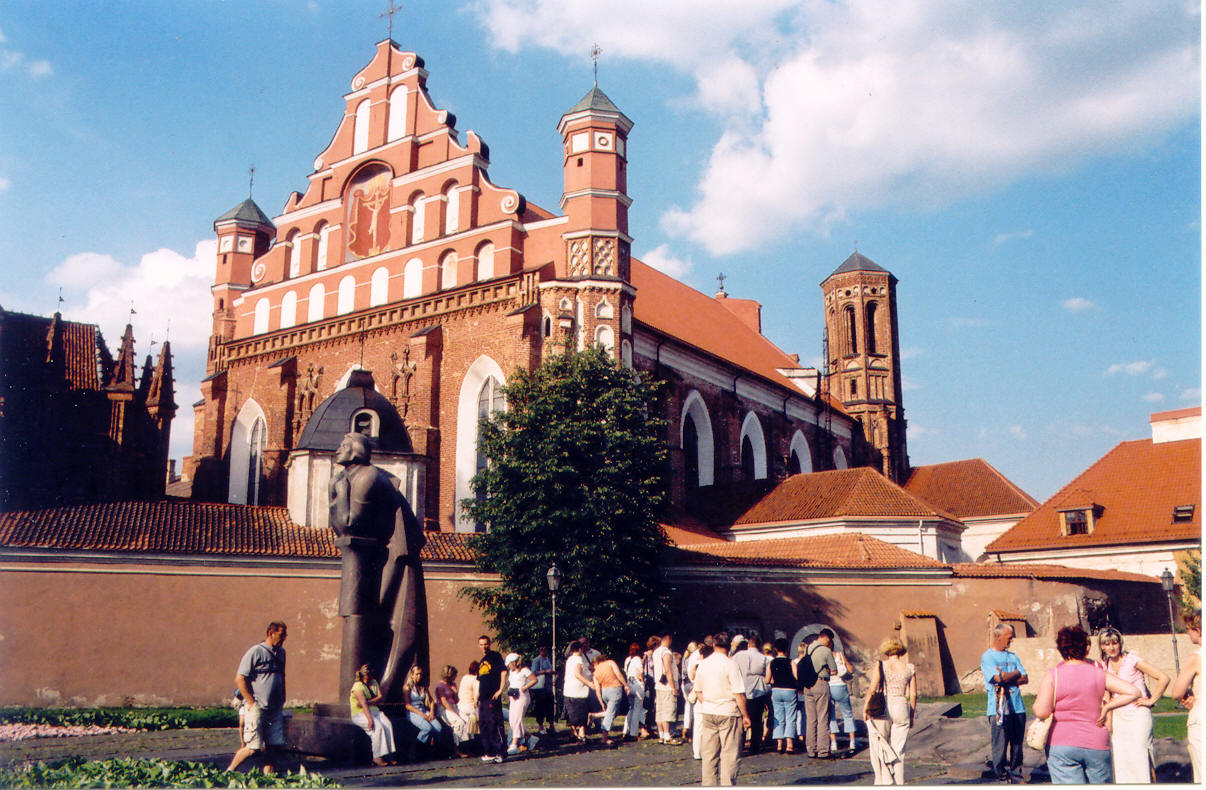
A Berdhardiner templom.

A mai város területén már a kőkorban is emberi település volt, amit számtalan lelet bizonyít, többek között a várhegyen feltárt ásatások. A település lakóinak nemzetisége folyamatosan változott, a kezdetben balti település később szláv, germán, és zsidó nyomokat is magán viselt. Számos történész azonosítja a várost, Vorutával, a legendás fővárossal, ahol Mindaugast 1253-ban Litvánia királyává koronázták. Az első írott feljegyzés a város létezéséről 1323-ból származik, ami megemlíti, hogy Gediminas, Litvánia nagyfejedelme Vilniusban, Litvánia fővárosában egy favárat épített egy dombon.
Egy legenda szerint egy fárasztó vadászat után Gediminas álmot látott, amelyben egy farkas üvöltött egy domb tetején. Amikor álmának jelentése felől érdeklődött krivis-étől (sámánjától), Lideikától, ő azt mondta, építenie kell egy várat egy domb tetején, amelyet három folyó, a Neris, a Vilnis és a Vingria vesz körül, és építenie kell egy várost a domb körül, hogy a város híre farkasüvöltésszerűen terjedjen az egész világban.
A város neve Európa-szerte 1325-ben lett ismert, mikor Gediminas levelet küldött a Hanza-városok német és zsidó polgáraihoz és iparosaihoz, Vilniusba invitálva őket. A város lakói kezdetben litvánok voltak, az iparosoknak, kereskedőknek köszönhetően azonban hamarosan számos más nemzetiség is megtelepedett.
Vilnius a 14. században két várból állt: az alsó várból és a felső várból. 1365-ben a teuton lovagok először jelentek meg Vilnius alatt, de a várat nem sikerült bevenniük. 1386-ban Jogaila nagyfejedelem Lengyelország királya lett, és 1387-ben felvették a litvánok a katolikus hitet. Még ebben az évben felépült Vilniusban egy katedrális és Vilnius városi jogokat kapott. Az 1410-ben a Német Lovagrend feletti tannenbergi győzelem után békés évek következtek. Vytautas litván nagyfejedelem uralma alatt a város egy erős ország politikai, gazdasági és kulturális központjává vált. 1503 és 1522 között a tatárok elleni védelem céljából egy kb. 3 km hosszú fallal vették körül a várost.
1540-ben megépült a Neris folyó első kőhídja. Vilnius fejlődésének csúcsát I. Zsigmond alatt érte el, aki udvarát 1544-ben ide helyezte.

### A lengyel–litván államközösség

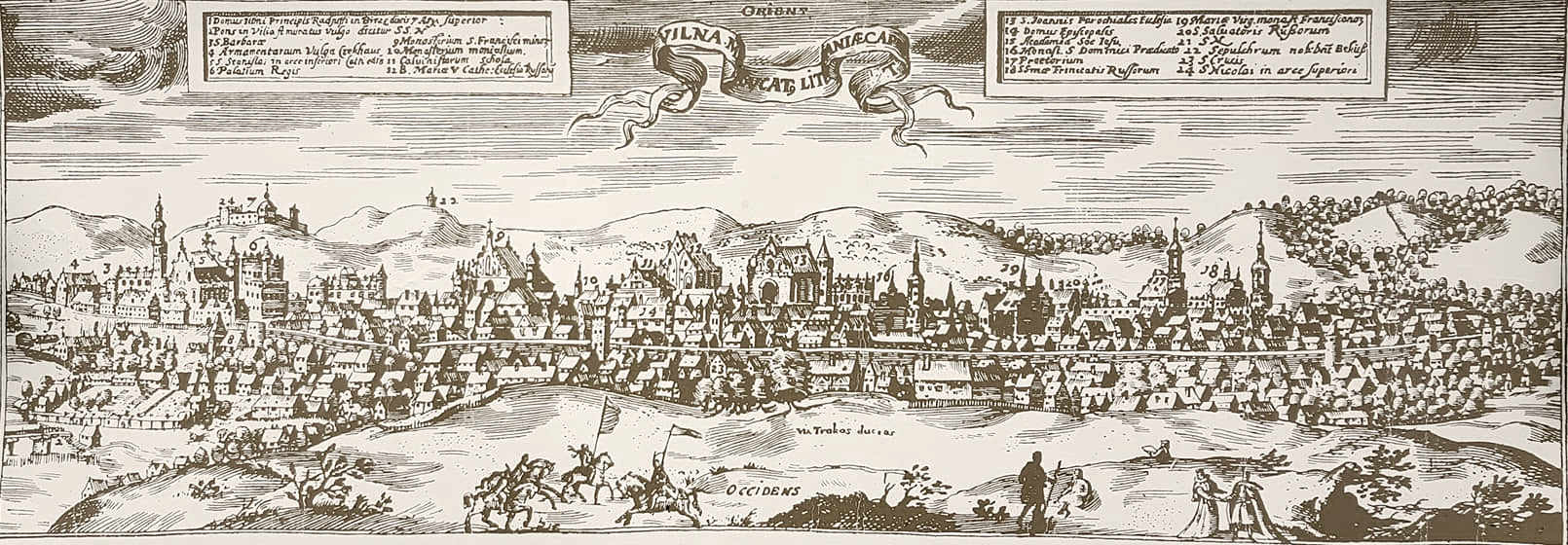
Vilnius 1600 körül (Tomasz Makowski rajzolása)

A lengyel–litván államközösség 1569-ben megszüntette a város fővárosi rangját. A lublini uniót követően megindult a városban a lengyelesítés, a litván nyelv és kultúra visszaszorítása. Ebben a korban csak Vilnius vallási jelentősége volt változatlan. A 18. században Vilniusban 18 kolostor és 40 templom működött. 1769-ben megalapították a Rasos temetőt, ami Vilnius ma is létező legrégebbi temetője. 1579-ben itt hunyt el Bekes Gáspár erdélyi politikus és hadvezér, akit a róla elnevezett hegyen, a Bekes-halmon temettek el. Ugyanebben az évben Báthory István megalapította a Vilniusi Egyetemet, ami a térség legfontosabb oktatási központjává vált. A politikai, gazdasági, kulturális élet pezsgő volt a városban. A gyors fejlődés mellett a város nyitott volt bevándorlókra is, új zsidó, ortodox és német közösségek telepedtek le.
1655-ben az orosz–lengyel háborúban (1654–1667) Vilnius orosz megszállás alatt volt pár évig, a várost felgyújtották, a lakosságot lemészárolták. A város fejlődése hosszú évekre megállt.

### Orosz uralom

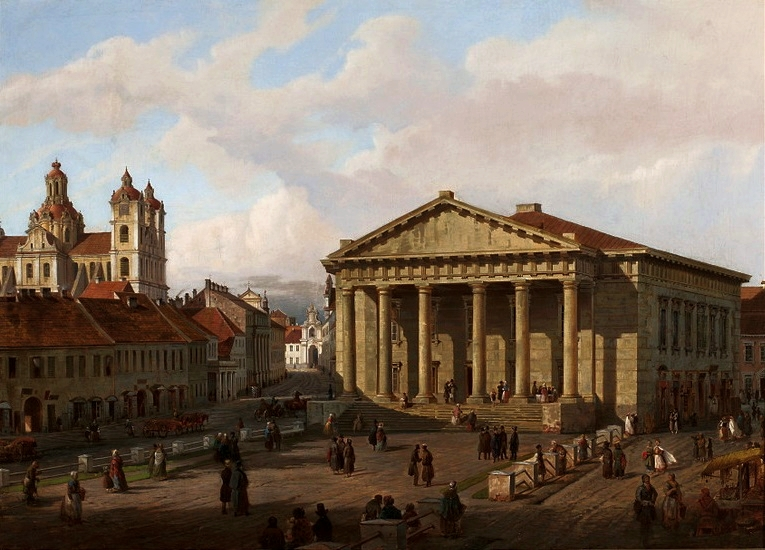
Vilnius a 19. században (Marcin Zaleski festménye)

1795-ben Lengyelország harmadik felosztásakor Vilnius az Orosz Birodalom részévé vált és a Vilnai kormányzóság központja lett. Az orosz megszállás alatt a városfalakat lerombolták, és 1805-re mindössze a Hajnal-kapu (Aušros vartai) maradt fenn mementónak. 1811-ben Szentpétervár és Moszkva után az Orosz Birodalom harmadik legnagyobb városa, 20 000 lakosával az egyik legnagyobb észak-európai város. 1812-ben I. Napóleon seregei két alkalommal is átvonultak a városon, súlyos károkat okozva. Az orosz fennhatóság elleni, 1830–31. évi novemberi felkelést követően Oroszország a városban történő további fejlesztéseket megállította, az egyetemet bezáratta. Az 1863. évi januári felkelést brutálisan leverték, folyamatosak voltak a kivégzések. A felkelés után a városban az összes, a szabadságért küzdő egyesület megszűnt, a lengyel, litván és belarusz nyelv használatát betiltották. A városban ekkor a litvánok csak igen kis közösséggel voltak jelen, a lakosok túlnyomó hányada lengyel, orosz vagy zsidó volt.
A 19. század második felében és a 20. század első éveiben Vilnius az egyik központja volt a zsidó, lengyel, litván és belarusz nemzeti mozgalmaknak. A városban a zsidó kultúra és népesség meghatározó volt, egyes zsidó vezetőkben felmerült egy új zsidó állam megalapítása, melynek Vilnius lenne a központja. A nemzeti mozgalmaknak jó táptalaj volt, hogy a régióban Vilnius volt az egyik legtoleránsabb, legszabadabb gondolkodású város azokban az időkben. Számtalan lengyel, és belarusz költő és író dolgozott és publikált Vilniusban. Vilnius volt a Nasa Nyiva, az első cirill betűs, belarusz nyelvű újság kiadásának a helyszíne is.

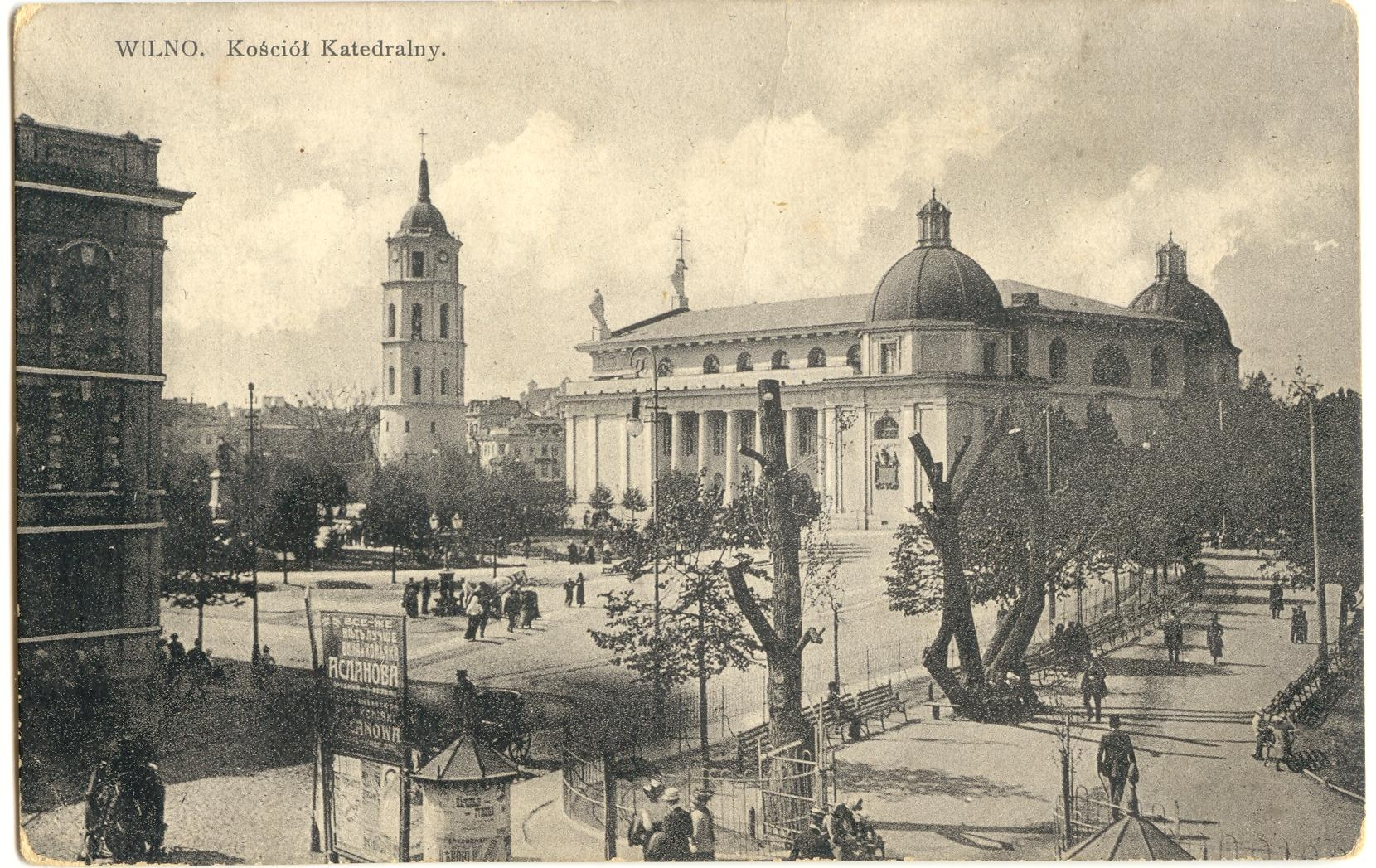
Vilnius a 20. század elején

Vilnius lett a legfontosabb színhelye a litván nemzeti mozgalmaknak is, mely az 1905. december 4–5-én, a mai Zeneakadémián tartott Vilniusi Szejm tanácsában csúcsosodott ki, több mint 2000 delegálttal Litvánia minden részéről. Felmerült az igény egy autonóm litván állam létrehozására az Orosz Birodalmon belül, melynek a parlamentje (Seimas) Vilniusban lenne.

### Az első világháború és a lengyel–szovjet háború
Az orosz uralomnak 1915 szeptemberében a német seregek vetettek véget. 1916-ban a lengyel államiság helyreállítását követően Lengyelország azonnal bejelentette igényét Vilniusra és környékére, mint lengyel területre. A litván parlament 1918. február 16-án kinyilvánította Litvánia függetlenségét, megnevezve Vilniust, mint a független Litvánia fővárosát. Ezeknek az igényeknek de facto nem volt nagy jelentőségük mivel Vilnius ez idő tájt német megszállás alatt volt. 1919. január 1-jén a németek kivonultak a városból, átadva a fennhatóságot a helyi lengyel közösségnek, a litván adminisztráció kérelmét figyelmen kívül hagyva. Mindössze két nappal később, január 3-án a Vörös Hadsereg megtámadta és elfoglalta Vilniust, mely ezzel a rövid életű Litván–Belarusz Szovjet Szocialista Köztársaság székhelye lett. Az elkövetkező 4 hónapban a várost a bolsevikok irányították, míg a lengyel–szovjet háború részeként a lengyel reguláris seregek vissza nem foglalták a várost. Egy évvel később, 1920. július 14-én a város ismét szovjet kézre került.
A varsói csata után nem sokkal, a visszavonuló Vörös Hadsereg átadta a várost Litvániának, összhangban a július 12-én megkötött orosz–litván békeszerződéssel. A békeszerződés kinyilvánította, hogy az egykori Litván Nagyfejedelemség jelentős része Litvánia fennhatósága alá kerül, Vilniust is beleértve. Az ezután következő lengyel–litván összecsapásokban, nemzetközi diplomáciai tanácskozásokon a tét elsősorban Vilnius odaítélése volt, amelyet mindkét ország szeretett volna magáénak tudni. A felek az 1920. október 7-én megkötött suwalki egyezményben rögzítették, hogy a tárgyalások alapjául az ideiglenes demarkációs vonalat, a Foch-vonalat veszik alapul, ami Vilniust a lengyeleknek ítélte, etnikai alapon. Ebből a korból származik a "Vilnius nélkül nincs béke" mondás.

### Lengyelország határain belül

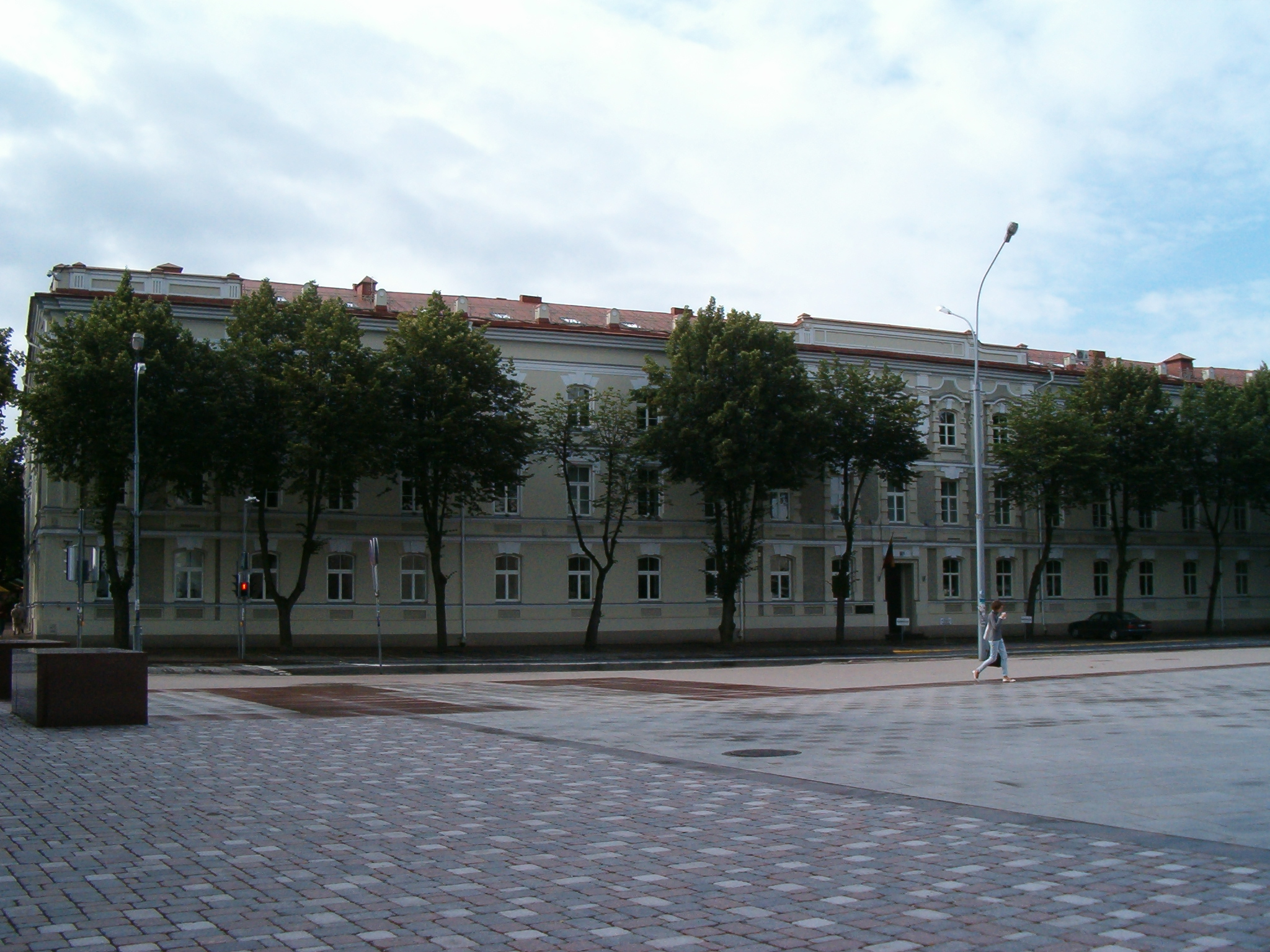
A háború előtti lengyel tartományi hivatal épülete

Két nappal később a lengyel hadsereg Lucjan Żeligowski tábornok vezetésével megszegte a békét, és hadüzenet nélkül elfoglalta Vilniust. A város és környéke Közép-Litván Köztársaság néven bábállammá alakult Żeligowski vezetésével; a főváros Vilnius lett. A helyzetet megoldani kívánó nemzetközi tárgyalások nem vezettek eredményre. Az országban 1922. január 8-án választásokat tartottak, melyen a lakosság 63,9%-a vett részt. A lengyelek melletti kisebbségek jelentős része bojkottálta az eseményt, a belaruszok 41, a zsidók 15,3, míg a litvánok mindössze 8,2%-a adta le voksát. 1922. február 20-án, a választások után megalakult parlament döntött a Lengyelországgal való egyesülésről, majd az egész területet megszállta Lengyelország, és Vilniust a Wilnói vajdaság székhelyévé tették. Ennek ellenére a litván alkotmány értelmében Litvánia fővárosa továbbra is a lengyel kézen lévő Vilnius maradt, Kaunas az ideiglenes főváros címet viselte, Lengyelország és Litvánia pedig 1938-ig de facto háborúban maradt. Litvánia megszakította az összes diplomáciai kapcsolatát Lengyelországgal, a határokat lezárta, a várost pedig történelmi jogaira hivatkozva magának követelte.
Az etnikai összetételt tekintve ez a követelés visszás volt némileg, hisz a litvánok Vilniusban a két világháború között csak marginális kisebbséget alkottak, a lakosság alig 1%-át tették ki, szemben a zsidók 28%-ával, valamint a folyamatosan betelepülő lengyelek 1939-re elért 65%-os részarányával.
A geopolitikai helyzete ellenére a város virágzott ebben a korszakban, sorra nyíltak az új gyárak, épültek az új házak és templomok. A legtöbb fejlesztés a Mickiewicz utcán történt, a mai Gediminas sugárúton, ahol a Jabłkowski testvérek kialakították új áruházukat, liftekkel és automata ajtókkal. Új rádiótorony épült 1927-ben, épületeiben dolgozott a Nobel-díjas Czesław Miłosz is. Újranyílt az egyetem, Báthory István Egyetem néven, ahol az oktatás nyelve a lengyel volt. 1931-re a városnak 196 000 lakosa volt, mellyel Lengyelország hatodik legnagyobb városának számított. A város egyik központja volt a lengyel kulturális és tudományos életnek, gazdaságilag azonban a régió városon kívüli része megtartotta hátrányát.

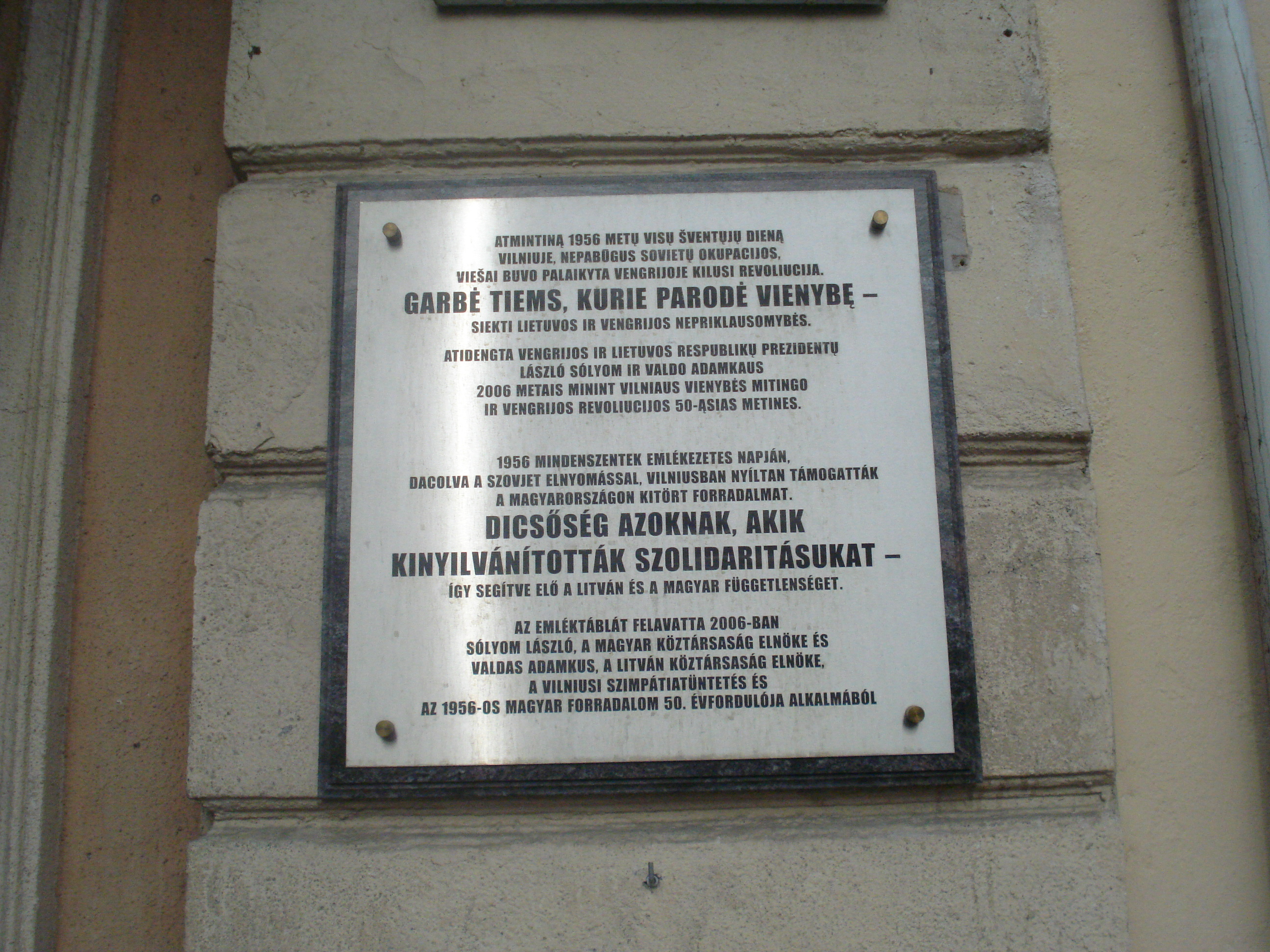
Emléktábla a Hajnal Kapunál található ház homlokzatán az 1956-os szimpátiatüntetések emlékére

Vilnius ekkor a jiddis nem hivatalos fővárosa volt. A Zsidó Múzeum 1919-ben nyílt meg, 1924-ben pedig megalakult a YIVO, a Jiddis Tudományos Intézet. Számtalan zsidó színház, újság, magazin, múzeum  és iskola alakult a második világháború előtti években.

### Amásodik világháborúés a szovjet korszak
A Molotov–Ribbentrop-paktum értelmében Lengyelország német megszállását követően Vilnius szovjet érdekövezetbe került. A Vörös Hadsereg 1939. szeptember 17-én foglalta el a várost, majd 1939. szeptember 28-án átadta a Litván Köztársaságnak. 1940. június 15-én foglalta el ismét a Vörös hadsereg Litvániát és Vilniust is. Egy évre rá a Szovjetunió megtámadásának 3. napján, június 22-én bevonult a városba a Wehrmacht. A Vörös Hadsereg 1944. július 13-án foglalta vissza a németektől Vilniust. A város ezt követően Litvánia újbóli függetlenné válásáig 1991. január 13-áig a Litván Szovjet Szocialista Köztársaság fővárosa. A városban az 1956-os magyar forradalom és szabadságharc melletti szimpátiatüntetések zajlottak, ezek emlékére 2006-ban avattak a városban emléktáblát. A második világháború előtt mintegy 220 ezer zsidó élt Litvániában. Fővárosát, Vilniust a gazdag zsidó kulturális élet miatt "Észak Jeruzsálemének" hívták. A német megszállás (1941–44) alatt a nácik és a velük együttműködő helyiek a litvániai zsidók 95 százalékát kiirtották. A 3,5 milliós balti országban ma csupán ötezer zsidó él.

## Vilnius kerületei
Vilnius 21 kerületre (litvánul: seniūnija) oszlik, melyek a litván közigazgatás legalacsonyabb egységeit képezik. Vilnius kerületeinek közigazgatási szerepe megegyezik az ország bármely másik, hasonló közigazgatási szinten levő egységével.
A térképen látható számozásnak megfelelően a 21 kerület a következő:

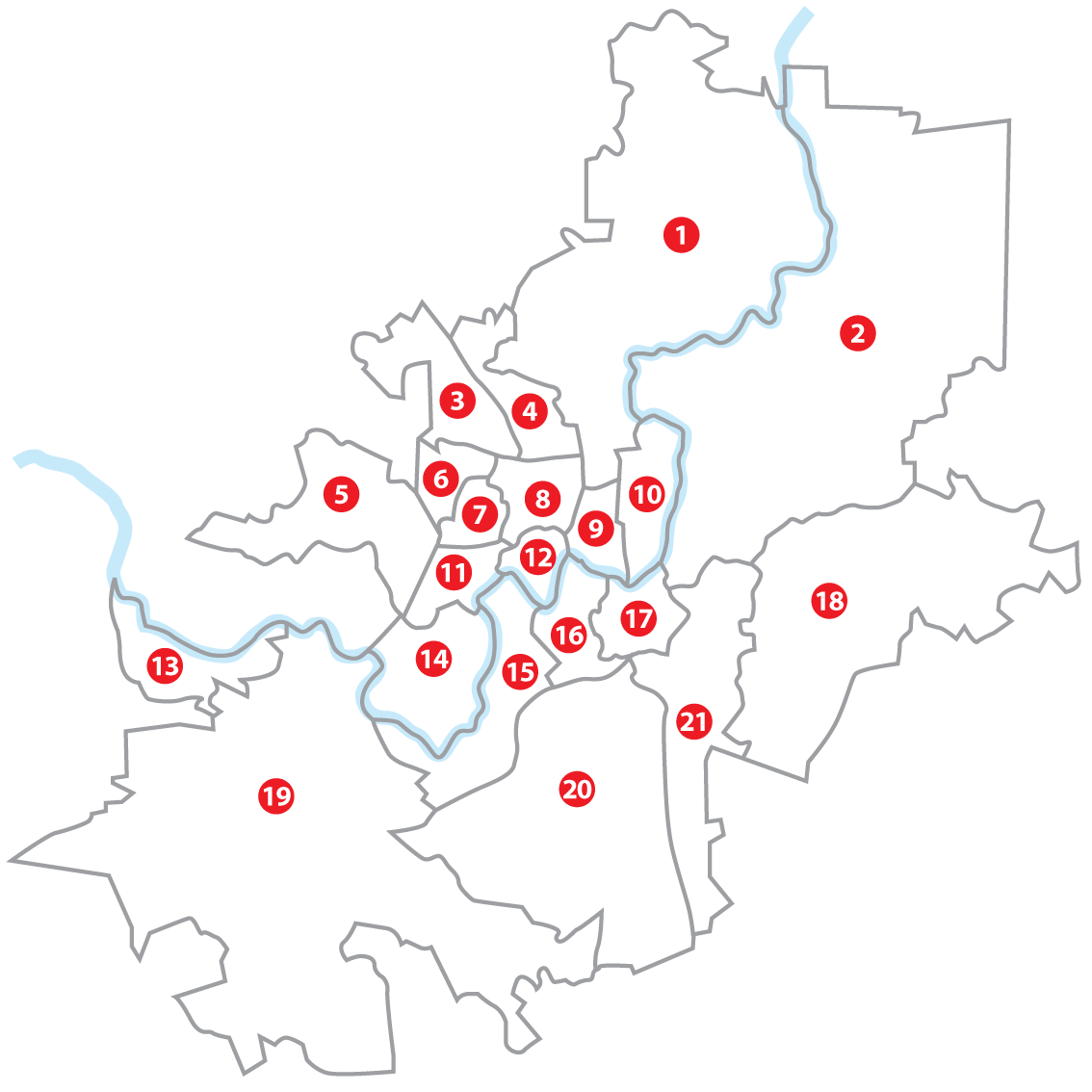
Vilnius kerületeinek térképe

| Sorszám | Kerület neve   | Terület (km²) | Népesség (fő) | Népsűrűség (fő/km²) |
| ------- | -------------- | ------------- | ------------- | ------------------- |
| 1.      | Verkiai        | 55,65         | 30 900        | 555                 |
| 2.      | Antakalnis     | 77,2          | 39 700        | 514                 |
| 3.      | Pašilaičiai    | 8,2           | 25 700        | 3134                |
| 4.      | Fabijoniškės   | 4,1           | 31 600        | 7707                |
| 5.      | Pilaitė        | 13,8          | 16 000        | 1159                |
| 6.      | Justiniškės    | 2,98          | 30 958        | 10 389              |
| 7.      | Viršuliškės    | 2,5           | 16 300        | 6520                |
| 8.      | Šeškinė        | 4,4           | 36 600        | 8318                |
| 9.      | Šnipiškės      | 3,12          | 19 321        | 6193                |
| 10.     | Žirmūnai       | 8,5           | 47 400        | 5576                |
| 11.     | Karoliniškės   | 4,0           | 31 200        | 7800                |
| 12.     | Žvėrynas       | 2,7           | 12 200        | 4519                |
| 13.     | Grigiškės      | 7,1           | 12 000        | 1690                |
| 14.     | Lazdynai       | 10,3          | 32 200        | 3126                |
| 15.     | Vilkpėdė       | 10,3          | 24 700        | 2398                |
| 16.     | Naujamiestis   | 4,8           | 27 900        | 6975                |
| 17.     | Senamiestis    | 4,5           | 21 000        | 4667                |
| 18.     | Naujoji Vilnia | 39,3          | 32 800        | 835                 |
| 19.     | Paneriai       | 84,94         | 8900          | 105                 |
| 20.     | Naujininkai    | 41,1          | 31 500        | 766                 |
| 21.     | Rasos          | 12,7          | 13 100        | 1031                |

## Oktatás, kultúra, tudomány
Vilnius a Litván Tudományos Akadémia székhelye. A városban 7 főiskolát, egyetemet találunk, ezek között a legismertebb a Vilniusi Egyetem. A Vilniusi Egyetem 11 fakultásán közel 20 000 hallgató tanul.
Nevezetes a város Zeneakadémiája, és Képzőművészeti Akadémiája is. Vilniusban a Litván Nemzeti Operaház és a Nemzeti Filharmónia épülete mellett további 9 színház teszi változatossá a kulturális életet. Vilnius a központja a litván televíziózásnak és a litván filmgyártásnak is.

## Gazdaság
Vilnius gazdasági életének első virágkora a 16. században volt. Ekkor a város kedvező földrajzi helyzetéből kifolyólag az Oroszország és Európa közötti kereskedelem nagyon fontos állomása volt. A 16. század elején működtek a városban különböző céhek (aranyműves, szabó stb.) papírmalma üveghutája is volt a városnak. A lublini uniót követően nem csak a város politikai, hanem gazdasági jelentősége is visszaesett.
Lengyelország harmadik felosztását követően a város ismét fellendült 1811-ben az Orosz Birodalom 3. legnagyobb lélekszámú városa. De a napóleoni háborúk újra visszaesést hoztak a város gazdasági életében.
Újabb fellendülést eredményez a Szentpétervárt Varsóval összekötő vasútvonal megnyitása 1861-ben.
Az első világháborút követően Vilnius Lengyelország határvidékére került, gazdasága visszaesett. A szovjet időben ismét fejlődésnek indult a város és Litvánia függetlenné válásakor sem tört meg ez a fejlődés. Napjainkban Vilnius Litvánia fővárosa, és mint ilyen fontos közigazgatási, gazdasági központ. A városba olyan multinacionális vállalatok települtek, mint a Coca-Cola Company, Shell vagy a Motorola. Miközben a hagyományos könnyűipari üzemei is megmaradtak.

## Közlekedés

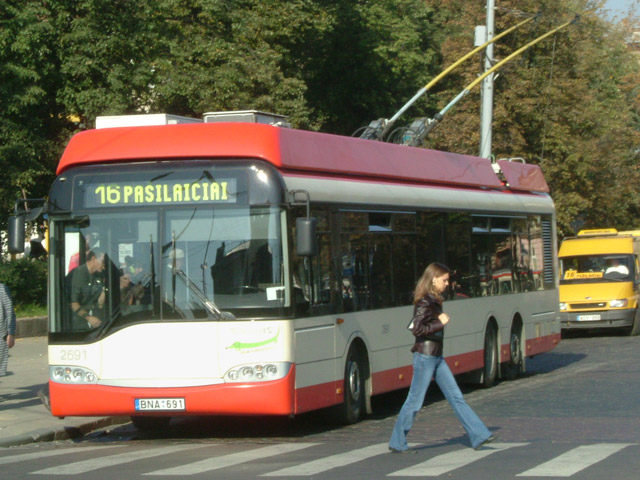
Solaris Trollino 15AC trolibusz Vilniusban

Vilniust kiváló minőségű autópálya köti össze Kaunasszal és rajta keresztül Klaipedával illetve Šiauliain keresztül Rigával (E67/Via Baltica).
Vilnius ezenkívül fontos vasúti csomópont is. A Szentpétervárt Varsóval összekötő vasútvonal itt keresztezi a Moszkvát Kalinyingráddal összekötő vasútvonalat. Az utóbbi vasútvonal a fehérorosz határ és Kalinyingrád között korridorvasútként működik.
A Vilniusi nemzetközi repülőtér szolgálja ki a Litvániába érkező, vagy onnan induló nemzetközi járatok többségét. A városon keresztül folyó Nerisen nincs rendszeres hajóforgalom.
Vilnius tömegközlekedési rendszere más kelet-európai fővárosokhoz hasonlóan jól kiépített, több mint 60 busz-, illetve 19 trolibuszvonal szolgálja ki az utasokat. A város trolibuszhálózata a legnagyobbak közé tartozik Európában. A mintegy 250 buszból és 260 troliból álló járműflotta napi félmillió utast szállít. Az első menetrend szerinti buszjárat 1926-ban indult, míg az első trolibuszvonalat 1956-ban adták át.
A tömegközlekedési flotta gerincét az új, alacsony padlós Volvo és Mercedes-Benz buszok alkotják, kiegészülve Solaris trolibuszokkal.
A tömegközlekedési eszközökön a nyugdíjasokon, diákokon túl kedvezményes jegyvásárlási lehetőségben részesülnek többek között például az 1945–90 között szovjetellenes tevékenységet folytatók, vagy az 1991-es litvániai felkelésben résztvevők és rokonaik.
A városi tömegközlekedési társaságon túl számos magán busztársaság is szolgáltatást nyújt a városban, kiegészülve mintegy 400 iránytaxival.
A városban egyre inkább kialakuló forgalmi torlódások, s emiatt a menetidő megnövekedése miatt felmerült a városban a kötöttpályás közlekedés kialakítása is.

## Testvérvárosai
| - Aalborg, Dánia - Budapest, Magyarország - Krakkó, Lengyelország - Duisburg, Németország - Erfurt, Németország | - Joensuu, Finnország - Kijev, Ukrajna - Madison, Wisconsin, Egyesült Államok - Oslo, Norvégia | - Pavia, Olaszország - Pireusz, Görögország - Salzburg, Ausztria - Tajpej, Tajvan - Chicago, Illinois, USA |

## Látnivalók

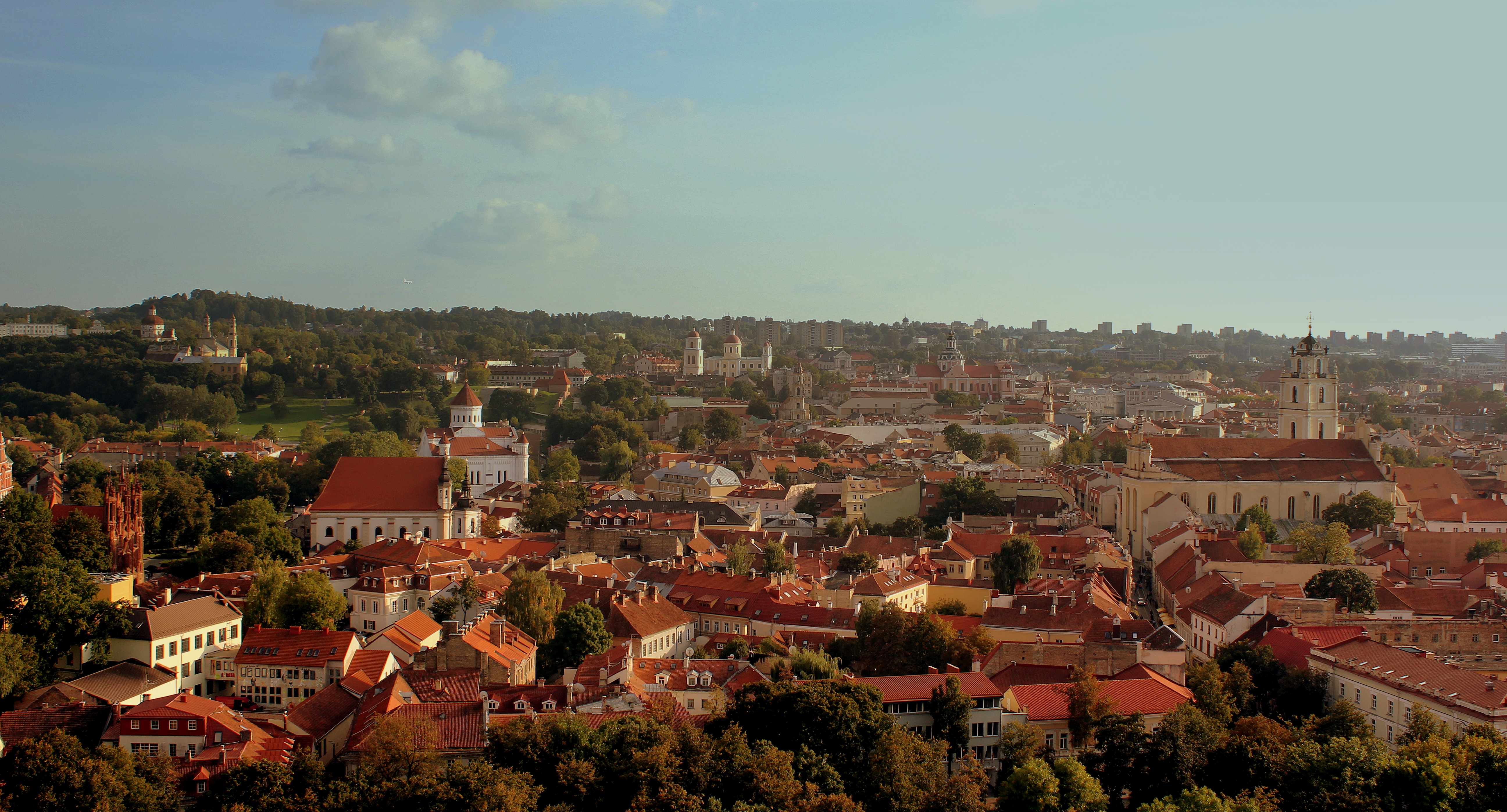
A óváros

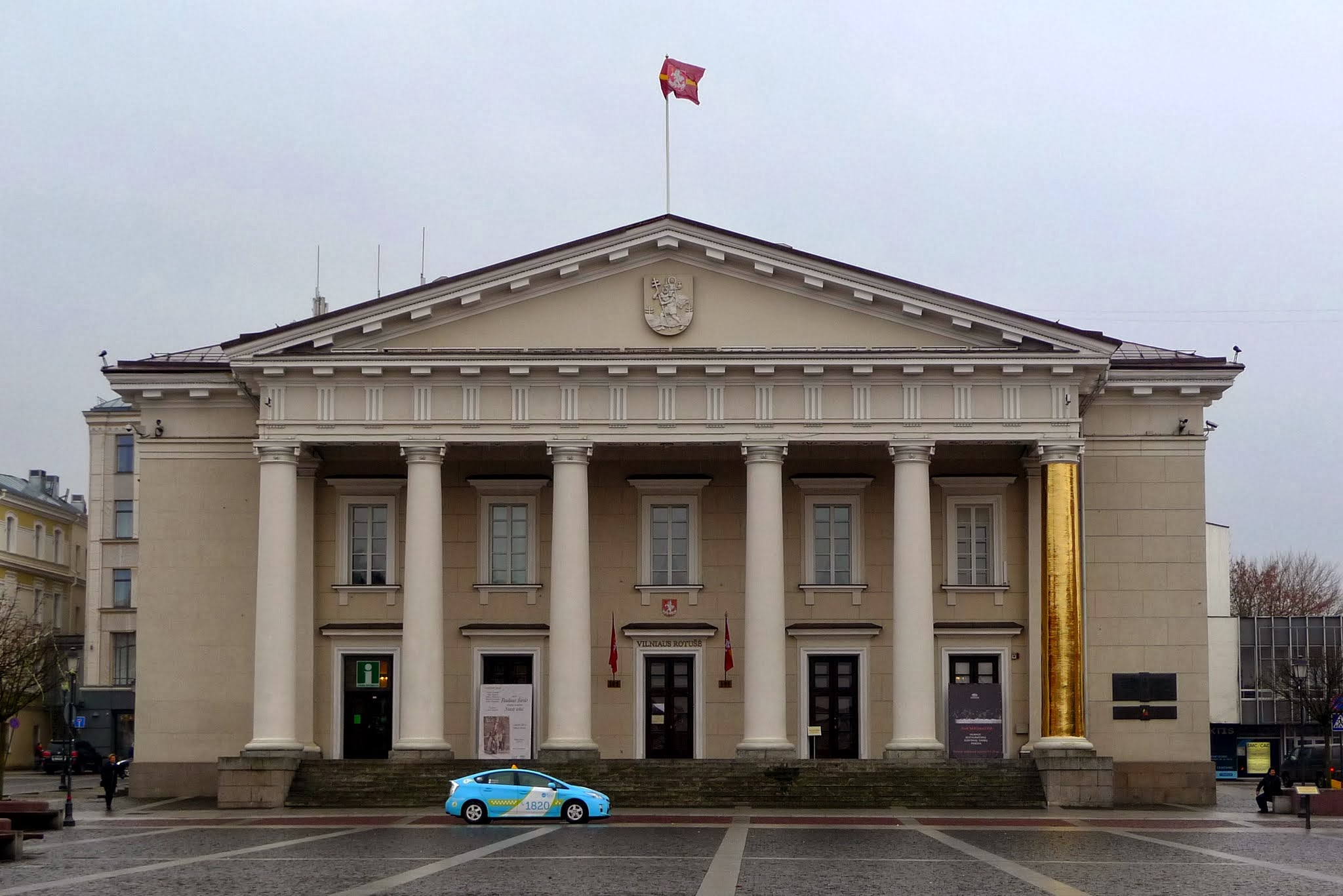
A városháza

- 15–16. századi gótikus építészeti együttes:
  - az 1495–1500 között épült Szent Anna templom
  - a 15. században épült Bernhardiner kolostor és a
  - az 1516-ban elkészült Bernhardiner templom
- A Vilniusi Egyetem építészeti együttese ennek épületei közül ki kell emelni:
  - 17. században kialakított impozáns árkádokkal körülvett Nagy udvart
  - A Nagy udvart és a Sarbievius udvart összekötő részben az egyetem alapítóit (közöttük Báthory István királyt) ábrázoló 17. századi freskókat
  - A közel 5 millió kötetet őrző 435 éves egyetemi könyvtárat
  - Az 1426-ban épült és 1737-ben barokk stílusban átépített egyetemi (Szent János) templomot
  - A Szent János templom 68 m magas harangtornyát
- A Katedrális tér
  - Szent Stanislaus Katedrális, jelen formájára 1801-ben építette át Laurynas Stouka-Gucevicius
  - az 57 m magas harangtorony
  - az alsóvár
- A felsővár Gedeminas tornyával
- Magyar szempontból érdemes megemlíteni a Három kereszt hegye mögött emelkedő másik jelentős kilátópontot, a Bekes hegyet. Ez a hegy nevét Bekes Gáspárról kapta, aki Báthory István hadvezéreként került Vilniusba. Bekes Gáspár 1579-ben a közeli Grodno alatt esett el. A katolikus egyház – miután Bekes protestáns volt – megtagadta eltemetését, ezért Báthory István személyesen jelölte ki a város felé emelkedő magaslatot sírhelyéül. Emlékére emlékmű is épült, ez 1838-ban összedőlt. A romok között talált sisakot és koponyát, mint Bekes Gáspár ereklyéit a Vilniusi Történelmi Múzeumban őrzik.

A város kiválasztott történelmi templomai:
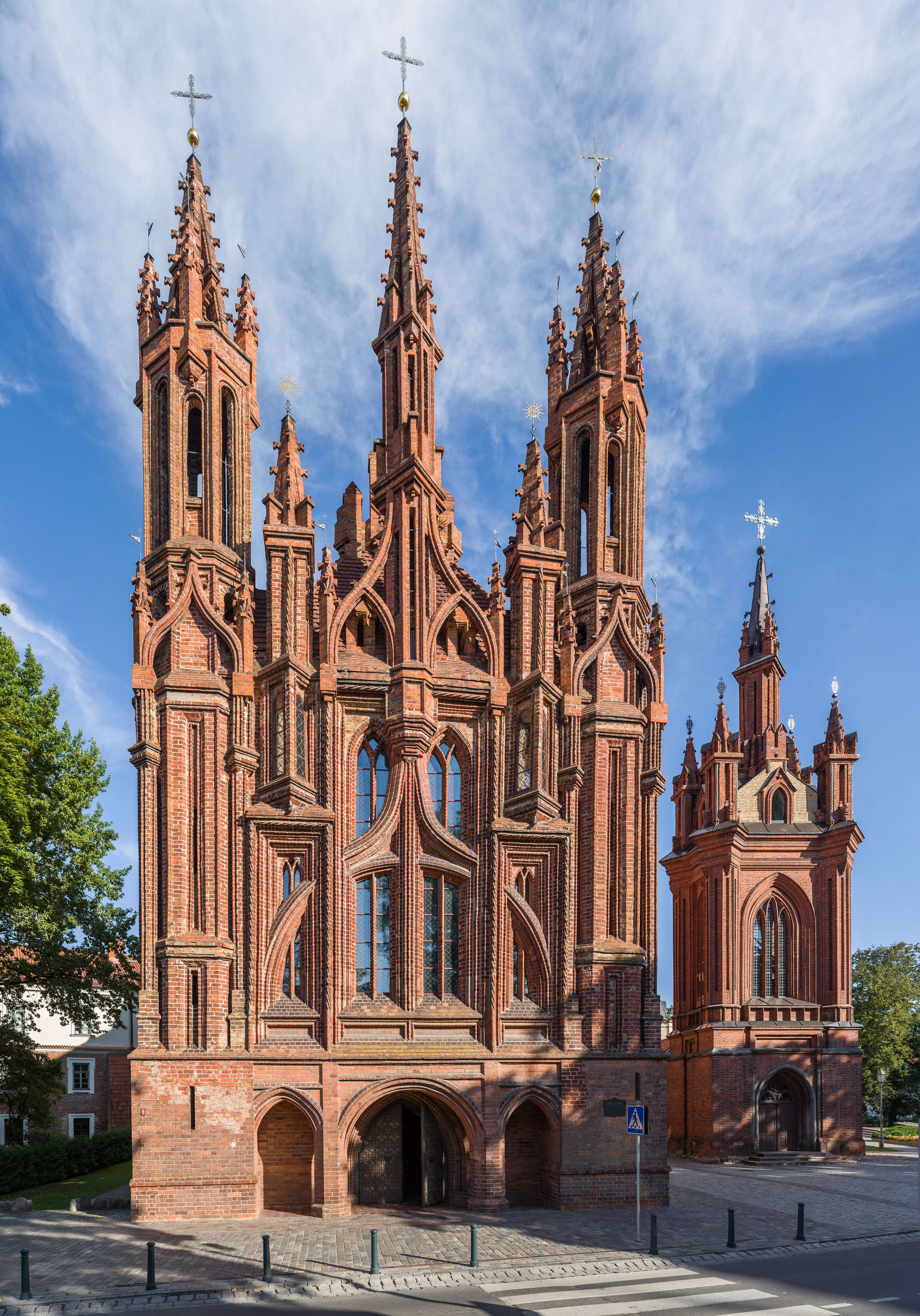
Szent Anna templom
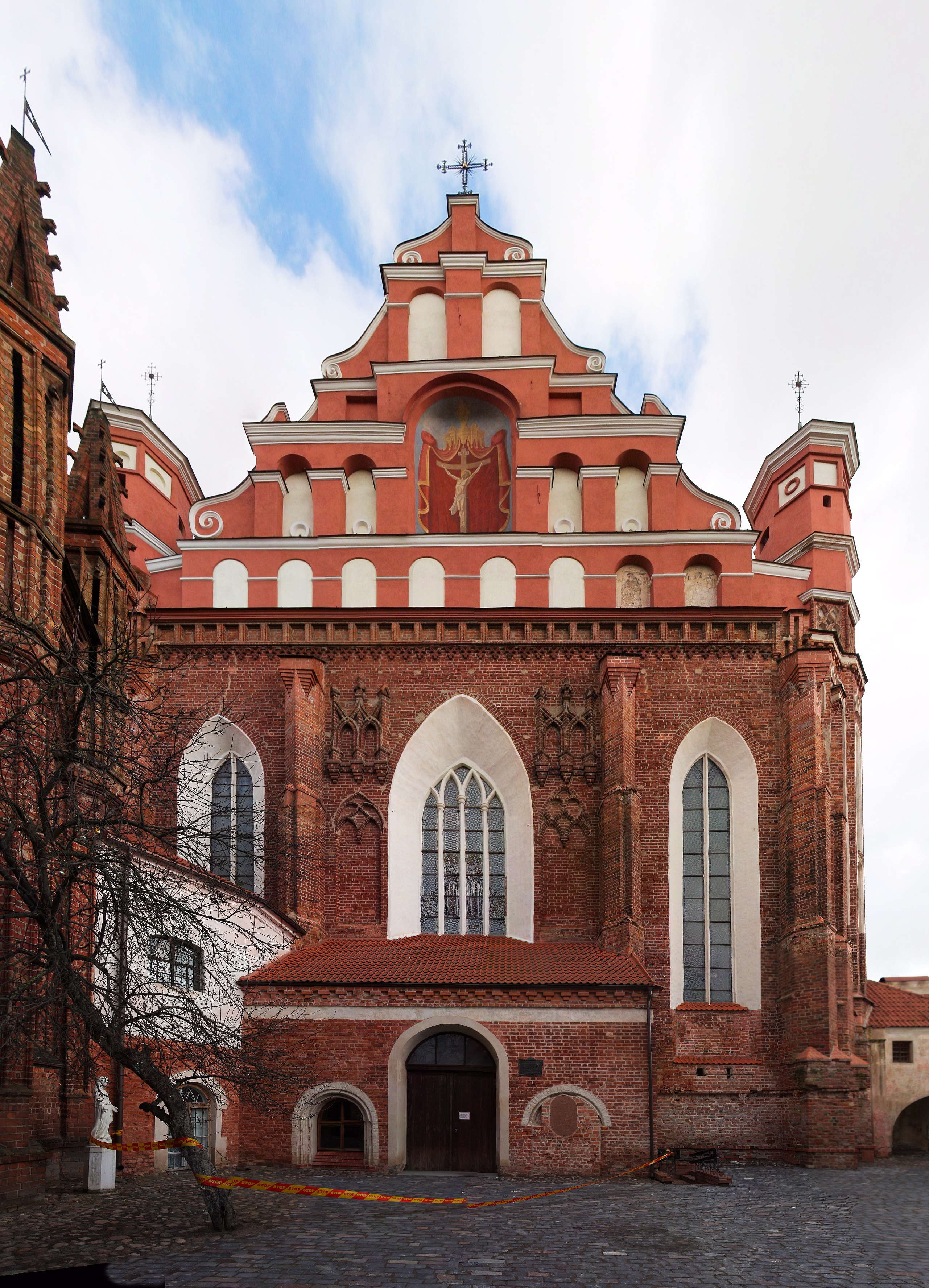
Szent Ferenc templom
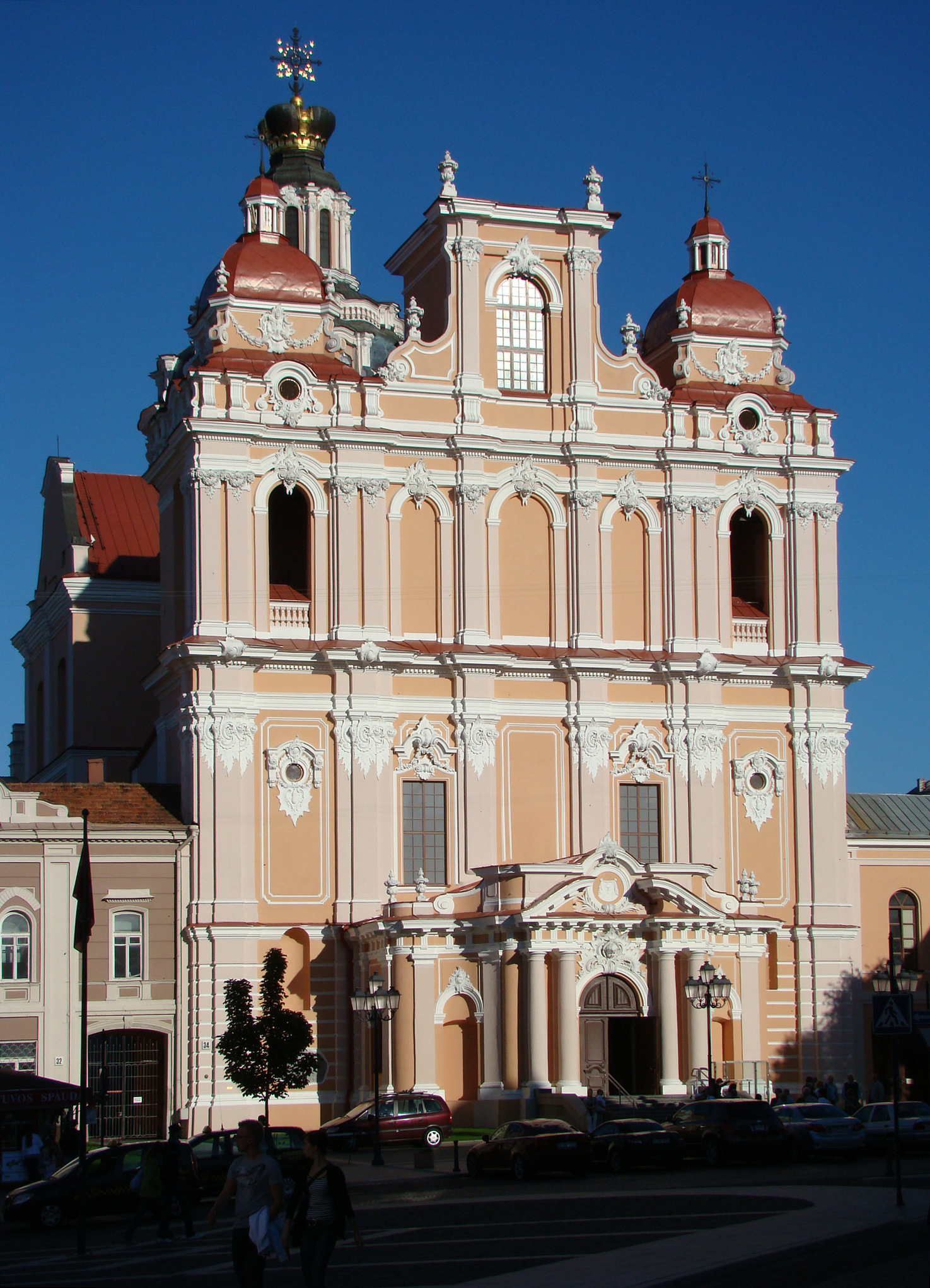
Szent Kázmér templom
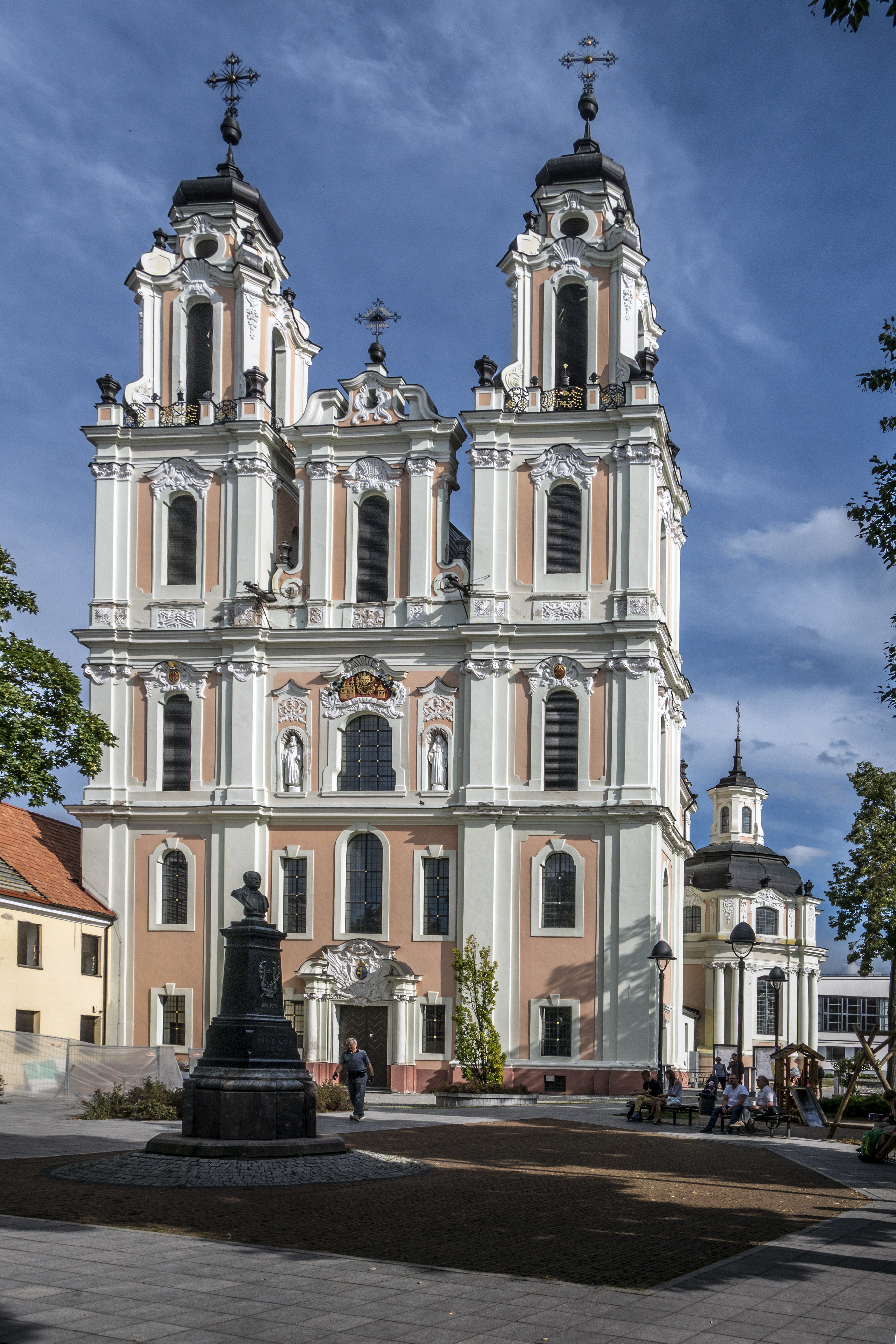
Szent Katalin templom
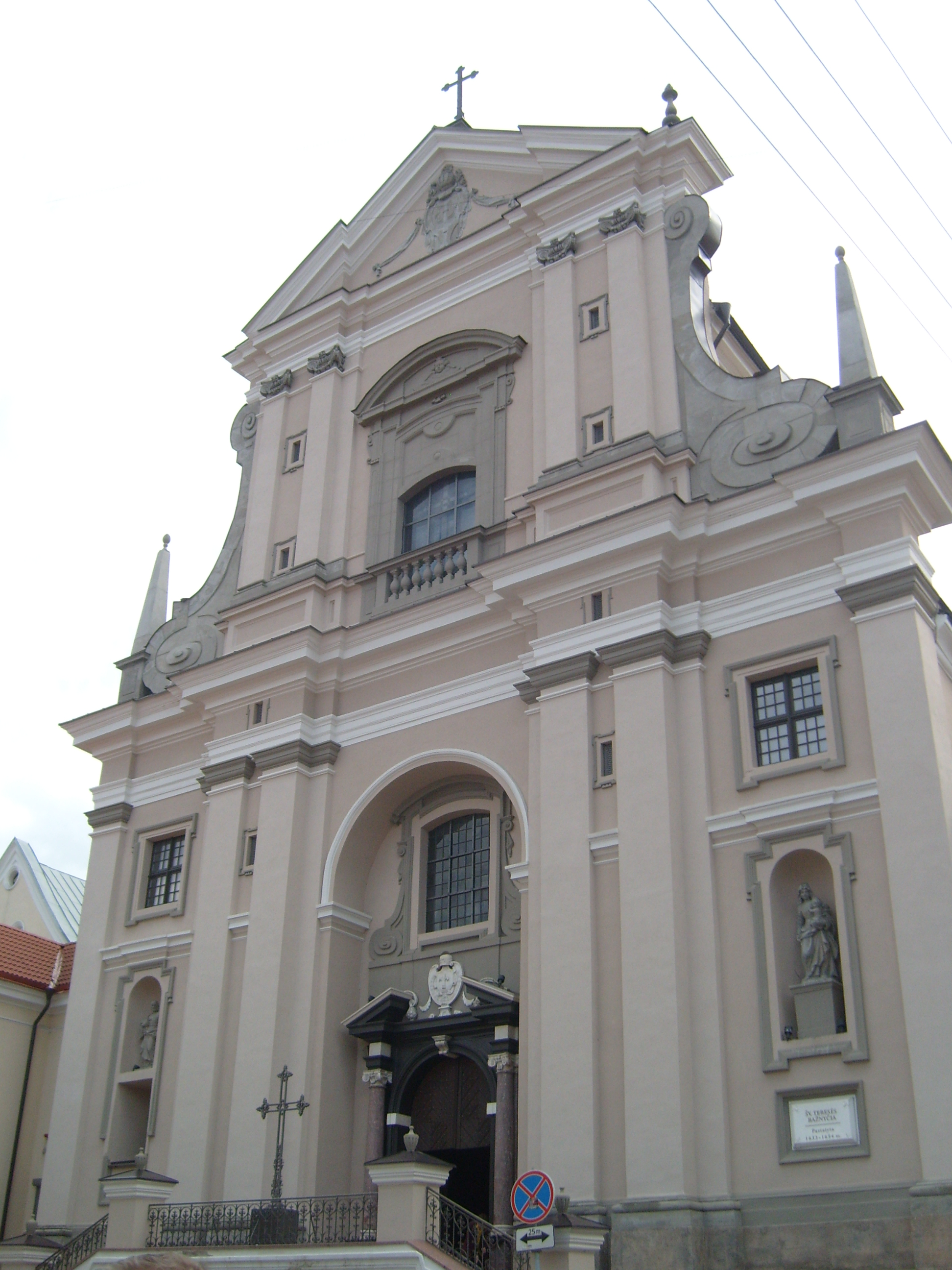
Szent Teréz templom
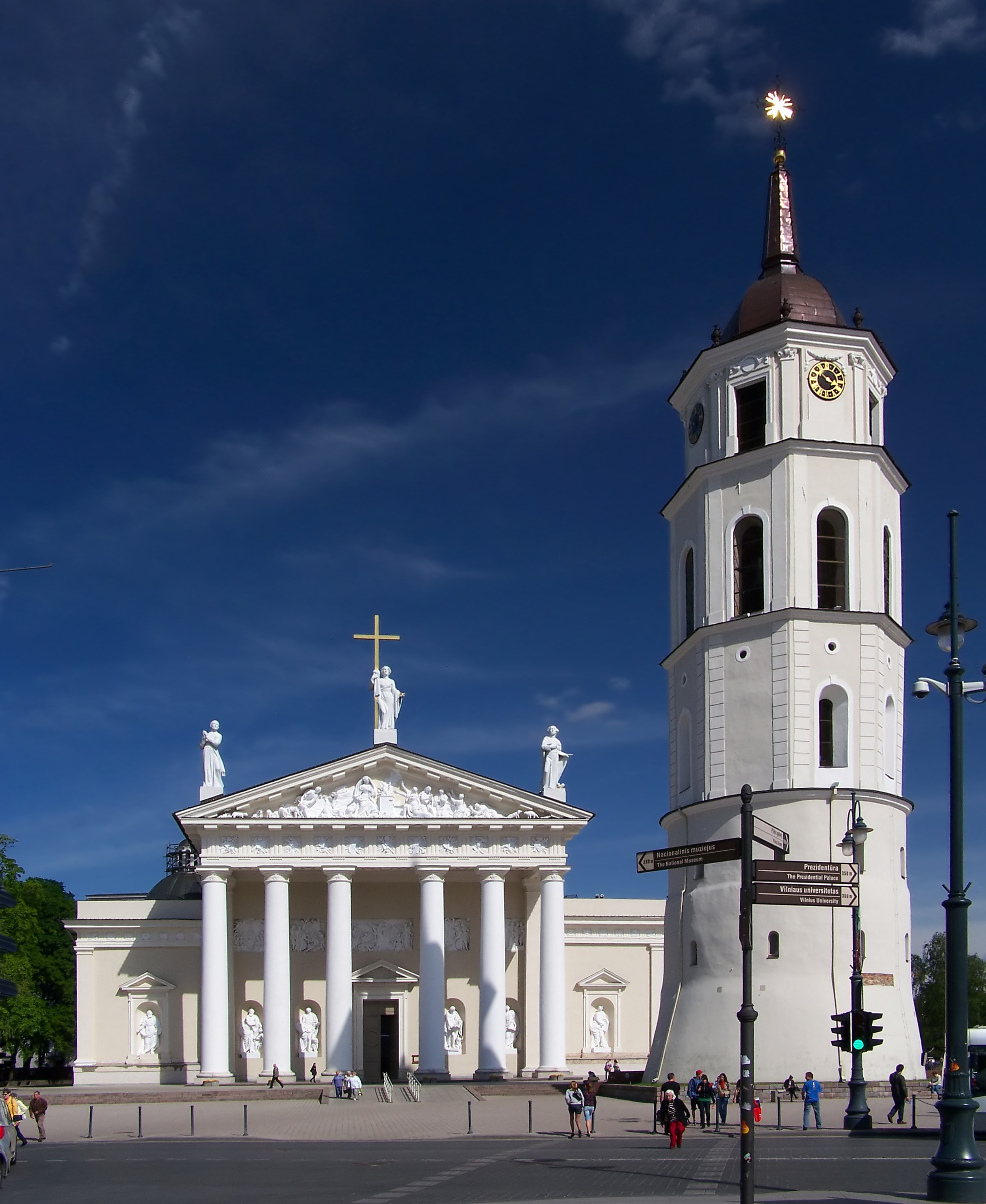
Szent Stanislaus Katedrális

## Híres vilniusiak
- Arnas Kazlauskas kosárlabdázó (1972)

### Vilniusban születtek
- Odo Bujwid (1857–1942) lengyel bakteriológus, eszperantista
- Jan Karol Chodkiewicz (1560–1621), hadvezér
- Cezar Antonovics Kjui (1835–1918) orosz zeneszerző
- Elija ben Slómó Zalman a vilnai gáon (1720–1797), zsidó rabbi, kabbalista
- Antoni Gorecki (1787–1861), lengyel költő és író
- Jascha Heifetz (1901–1987), hegedűművész
- Ľudmila Kraskovská (1904–1999) ukrán származású szlovák régésznő
- Bohdan Paczyński (1940–2007), csillagász
- Emilia Plater (1806–1831), lengyel nemzeti hős
- Piotr Skarga (1536–1612), teológus a Vilniusi Egyetem első rektora
- Maciej Kazimierz Sarbiewski, (1595–1640), lengyel költő
- Antoni Wiwulski (1877–1919), szobrász, építész

### Vilniusban éltek
- Bakfark Bálint (Brassó, 1507(?) – Padova, 1576): erdélyi szász zeneszerző és lantművész, a reneszánsz hangszeres muzsika jeles képviselője. Litván özvegyasszonyt vett feleségül, akitől két gyermeke született. Kisebb megszakításokkal évekig Vilniusban éltek.